# Perlamantispa vassei
Perlamantispa vassei är en insektsart som först beskrevs av Navás 1909.  Perlamantispa vassei ingår i släktet Perlamantispa och familjen fångsländor. Inga underarter finns listade i Catalogue of Life.